# 435186 Jovellanos
435186 Jovellanos este o planetă minoră (asteroid) din centura de asteroizi. A fost descoperită pe 7 septembrie 2007 la Observatorio de La Cañada⁠(d) de Juan Lacruz⁠(d) și a fost numită după Melchor Gaspar de Jovellanos. 
Obiectul prezintă o orbită caracterizată de o semiaxă mare de 2,6899862785585 UAi, o excentricitate de 0,22975078258019, o înclinație de 6,4835238046989 ° în raport cu ecliptica.